# تنگه (دریا)

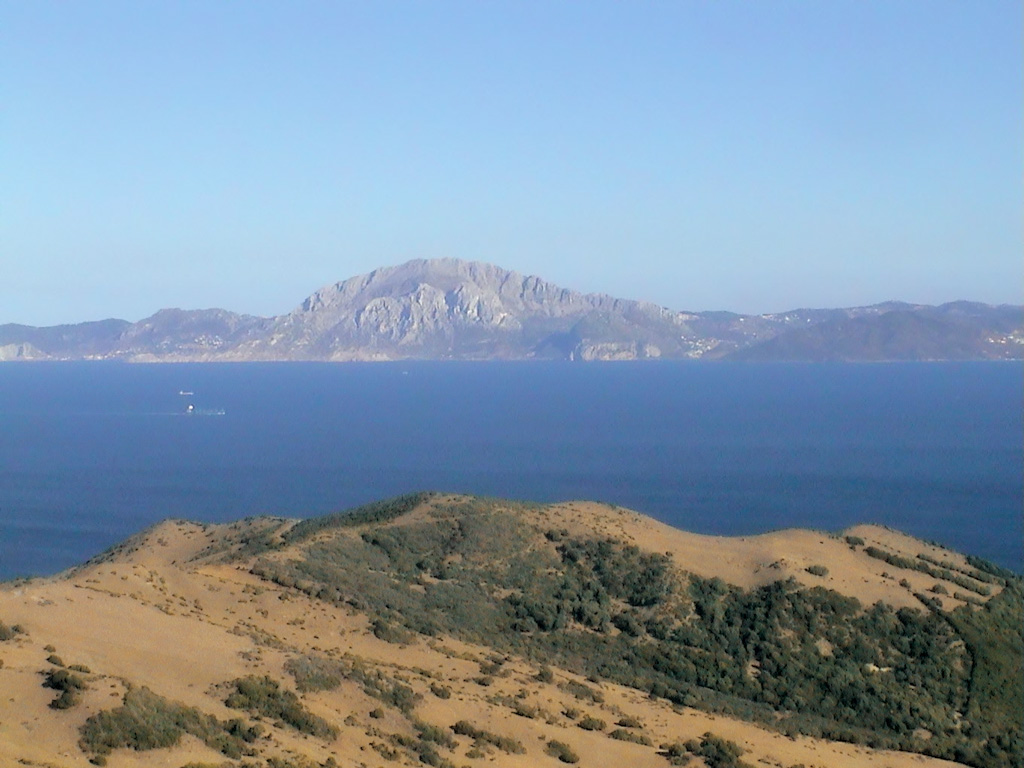
تنگه جبل‌الطارق

تنگه گلدن گیت در سان فرانسیسکو

تَنگه آبراهی است باریک که دو توده آبی بزرگ‌تر را به هم پیوند می‌دهد؛ پس دو خشکسار با این خط جدا خواهند شد. کانال، گذرگاه آبی، آبراهه و مضیق (عربی) نام‌های دیگر آنند. شماری از تنگه‌ها ارزش اقتصادی دارند.